# Amphinemura manipurensis
Amphinemura manipurensis är en bäcksländeart som beskrevs av Aubert 1967. Amphinemura manipurensis ingår i släktet Amphinemura och familjen kryssbäcksländor. Inga underarter finns listade i Catalogue of Life.